# Frank Kramer
Frank Louis Kramer, född 15 september 1880 i Evansville, Indiana, död 8 oktober 1958 i South Orange, New Jersey, var en amerikansk professionell tävlingscyklist och idrottsledare. Han var  USA:s dittills främste bancyklist. 
Kramer vann världsmästerskapet för sprinters 1912 samt Grand Prix de Paris 1905 och 1906, bägge åren i finalen besegrande fransmannen Gabriel Poulain. Kramer var oerhört snabb i spurten, och hans 11,6 sekunder på de sista 200 metrarna var på sin tid världsrekord. Han var under en följd av år en av den amerikanska cykelsportens främsta ledare.